# Jeanaine Oesch
Jeanaine Jarrett Oesch (* 1997 in Subang Jaya in Malaysia) ist eine Schweizer Jazzmusikerin (Kontrabass, Gesang, Songwriting).

## Leben und Wirken
Oesch ist in Münsingen BE aufgewachsen, wo sie von ihrer Mutter erste Klavierstunden und ab dem achten Lebensjahr weiteren klassischen Klavierunterricht an der Musikschule erhielt. Daneben sang sie und spielte Gitarre. Im Alter von 14 Jahren begann sie Kontrabass zu spielen, auch in der Bigband des Gymnasiums. 2016 absolvierte sie ihre musische Matura mit Jazzpiano als Schwerpunkt und nahm dann Gesangsunterricht. Von 2017 bis 2023 studierte sie Schulmusik an der Zürcher Hochschule der Künste bei Rätus Flisch und Dominique Girod; ausserdem nahm sie an Meisterklassen bzw. Workshops bei Michael League, Tim Lefebvre und Tigran Hamasyan teil.
Oesch gründete mit dem Gitarristen Joa Frey ihr Duoprojekt Jeanaine Jarrett, in dem sie Standards und Popsongs sang und Bass spielte. Daraus hervorgegangen ist das fusionorientierte Driftwood Quartet, das sie mit Frey, Marina Iten (Sax) und Samir Böhringer (Drums) bildete und das 2023 sein Album «Litha» bei Double Moon Records veröffentlichte. Des Weiteren gehört sie als Bassistin zu Debora Monfregolas deb, mit der sie das Album «Balancing Act» (2023) vorlegte. Mit den Musikerinnen Nina Dimitri und Silvana Gargiulo trat sie zudem am 12. September 2023 beim Festakt zur 175-Jahr-Feier der Bundesverfassung vor der Bundesversammlung auf.